# جيلبيرتو موريلو
جيلبيرتو إن . موريلو (بالإنجليزية: Gilberto N. Morillo) (ولد 1944) عالم فينزويلي، ومؤلف، ومربي، وعالم نبات. اختير في عام 1995م كأمين منتخب لـ(Herbario Forestal) (إم إي آر) جامعة أنديز في ماردة، فينزويلا. كان موريلو أمين كلية الصيدلة (إم إي آر إف) في الجامعة ذاتها وأمين المعشبة الوطنية الفينزويلية في كاراكاس. كان جامعا لكاسيات البذور، التي وضعت نماذجها في المعشبة الوطنية الفينزويلية. وهو حاليا باحث في المنشورات العلمية لكليّة علم الغابات وعالم بيئي اختصاصي في الصقلاباوات ومستشار للمجلات الرفيعة المستوى في حقل علم النبات. سمّي العديد من أنواع النباتات باسمه ومنها Prestonia morilloi (Apocynaceae)، Cynanchum morilloi، Macroditassa morilloana، Oxypetalum morilloanum، Lessingianthus morilloi، Acianthera morilloi وPiper morilloi.